# Yolanda King

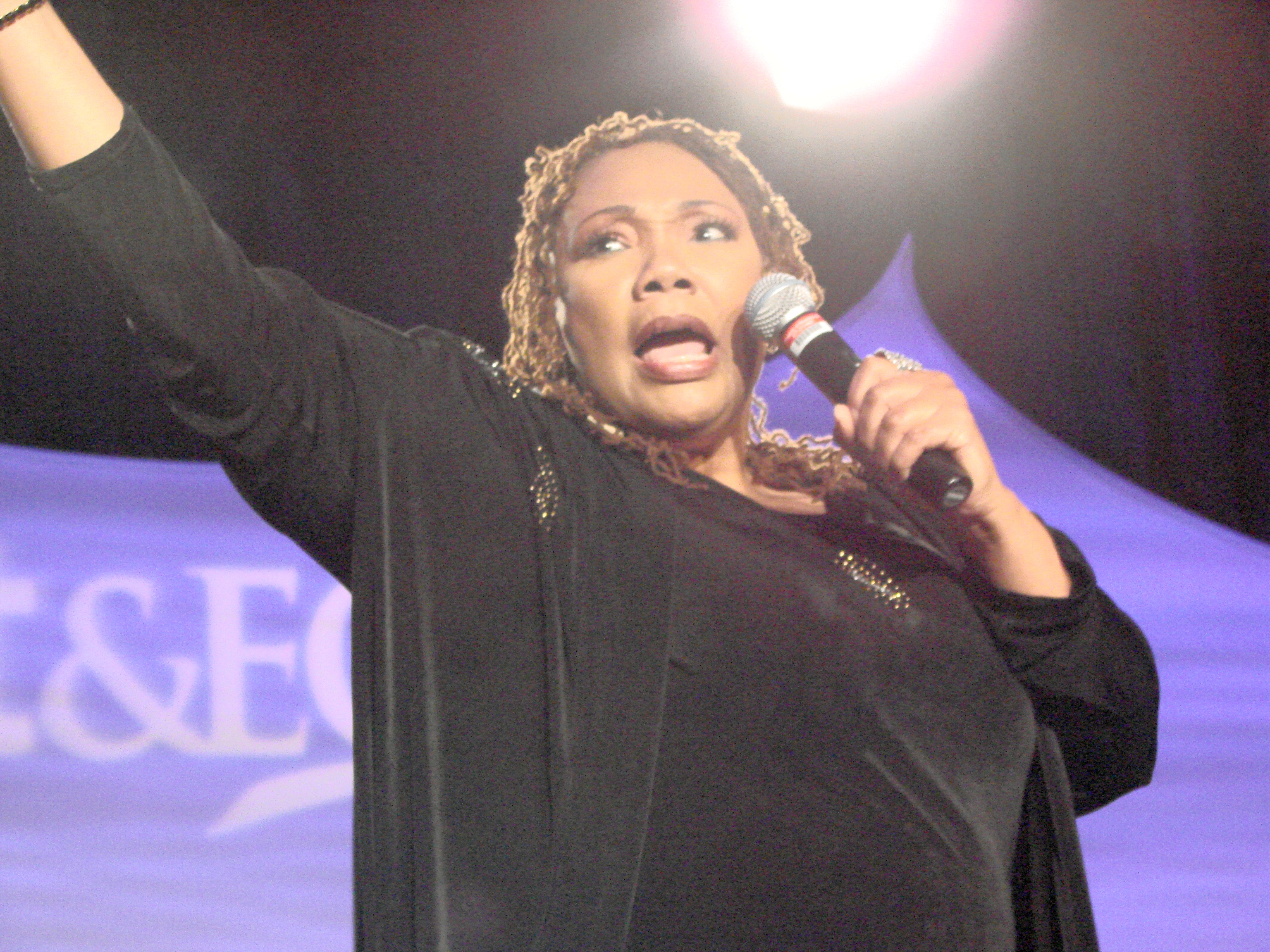
Yolanda King, 2006

Yolanda Denise King (* 17. November 1955 in Montgomery, Alabama; † 15. Mai 2007 in Santa Monica, Kalifornien) war eine US-amerikanische Bürgerrechtlerin und Schauspielerin sowie die älteste Tochter des ermordeten US-amerikanischen Bürgerrechtlers Martin Luther King Jr. und der 2006 verstorbenen Aktivistin Coretta Scott King.

## Biografie
Ihre Kindheit war geprägt von den Rassenunruhen im Süden der Vereinigten Staaten von Amerika. Aufgrund der hohen Zivilcourage ihres berühmten Vaters Martin Luther King lebte sie mit ihren jüngeren Geschwistern Martin Luther King III, Dexter Scott King und Bernice Albertine King eher zurückgezogen. Der Vater wollte die Familie vor allem vor „unüberlegten“ Übergriffen seiner fanatisierten Gegner beschützen, obgleich er nie seine eigene Angst gegenüber dem „KKK“ – dem Ku-Klux-Klan – öffentlich aussprach.
In einem Interview Ende der 1970er Jahre antwortete sie auf die Frage, wie sie mit dem gewaltsamen Tod ihres Vaters zurechtgekommen sei, kurz und knapp, dass sie ihre Kraft daraus zog, um seine Arbeit fortzuführen. 2007 starb King unvermittelt, vermutlich an Herzinsuffizienz.

## Bürgerrechtlerin
Bereits in jungen Jahren engagierte sie sich selbst in Bürgerrechtsbewegungen. So war sie unter anderem Mitglied im „Martin Luther King Jr. Center for Nonviolent Social Change, Inc.“ und Gründerin des „King Center's Cultural Affairs Program“, sowie Mitglied in der Southern Christian Leadership Conference sowie der NAACP. Zudem erhielt sie Würdigungen einzelner amerikanischer Colleges und die Ehrendoktorwürde der Marywood University.

## Schauspielerin
Yolanda Denise King war vor allem aber auch eine angesehene US-Schauspielerin, die einen Masterabschluss in Theater der New York University vorweisen konnte.
1978 spielte sie in der amerikanischen Fernseh-Miniserie King die Rolle der Rosa Parks (in Anlehnung an das Leben ihres berühmten Vaters).